# Synephrin
Synephrin ist ein Protoalkaloid, das in der Bitterorange vorkommt. Als Phenylethylamin-Derivat ist es chemisch und pharmakologisch mit Adrenalin und Ephedrin verwandt.
Synephrin findet als stoffwechselanregendes und leistungssteigerndes Mittel Verwendung. In Verbindung mit Naringin und Hesperidin verbessert sich die stoffwechselanregende Wirkung – ohne bekannte signifikante negative Beeinträchtigungen wie z. B. Erhöhung von Herzfrequenz und Blutdruck. Bei gleichzeitiger Einnahme mit Koffein können sich die Wirkungen gegenseitig verstärken – dabei insbesondere aber auch das Potenzial, die Herzfrequenz und den Blutdruck zu erhöhen.
Bitterorangenextrakt-Präparate sollen aufgrund des Synephringehalts bei der Gewichtsabnahme helfen („Fatburner“), die Wirksamkeit ist jedoch umstritten. In den USA wird Synephrin verstärkt als Ersatz für das dort mittlerweile rezeptpflichtige Ephedrin verwendet.
Synephrin wurde 1931 von Boehringer Ingelheim patentiert und wird (meist in Form des Tartrats) als Sympathomimetikum eingesetzt. Es ist oral und intravenös zur Behandlung des niedrigen Blutdrucks („Kreislaufschwäche“), also als Antihypotonikum, sowie lokal (Augentropfen) zum Abschwellen der Augenbindehaut anwendbar, hat aber keine besondere therapeutische Bedeutung mehr.

## Risikobewertung
Für einige Produkte, die derzeit am Markt erhältlich sind, liegen aufgrund der Dosierungshöhe und der Kombination mit Koffein ausreichende Verdachtsmomente dafür vor, dass diese Präparate nicht den Anforderungen
des Art. 14. VO (EG) 178/2002 entsprechen und deshalb als nicht sicher eingestuft sind. Hierbei wird berücksichtigt, dass die Zielgruppe des Präparates Personen sind, die sich aufgrund
körperlicher Anstrengung bereits einer erhöhten Herz-Kreislauf-Belastung aussetzen, welche im Falle von Übergewicht möglicherweise noch zusätzlich erhöht ist.

## Handelsnamen
Sympatol® (A, außer Handel), Dacryoboraline® (F, außer Handel)